# MTV Video Music Awards 2021
MTV Video Music Awards 2021 – trzydziesta ósma gala rozdania nagród MTV Video Music Awards, która odbyła się w niedzielę, 12 września 2021 roku po raz pierwszy od 2013 roku w hali widowiskowo-sportowej Barclays Center w Nowym Jorku, oraz była nadawana na kanałach MTV, MTV Music, MTV2, VH1, MTV Classic, BET, Nick at Nite, CMT, Comedy Central, Logo TV, Paramount Network, TV Land, MTV Live, BET Her i MTVU. Nominacje zostały oficjalne ogłoszone  11 sierpnia 2021 roku za pośrednictwem serwisów społecznościowych oraz platformy YouTube. Najwięcej nominacji (po trzy) otrzymali BTS, Olivia Rodrigo i Lil Nas X.
Beyoncé powiększyła swoją przewagę jako najczęściej nagradzana artystka w historii MTV VMA, odbierając swoje 29 trofeum, a jej córka Blue Ivy Carter została najmłodszym zwycięzcą  statuetki MTV VMA.

## Gala
| Wykonawca                         | Utwór                      |
| Przed właściwym show              | Przed właściwym show       |
| --------------------------------- | -------------------------- |
| Kim Petras                        | Future Starts Now          |
| Polo G                            | Rapstar                    |
| Swedish House Mafia               | It Gets Better i Lifetime  |
| Właściwe show                     |                            |
| Alicia Keys i Swae Lee            | Lala                       |
| Anitta                            | Girl from Rio              |
| Camila Cabello                    | Don't Go Yet               |
| Chlöe                             | Have Mercy                 |
| Doja Cat                          | Been like This i You Right |
| Ed Sheeran                        | Shivers                    |
| Foo Fighters                      | Learn to Fly i Shame Shame |
| Kacey Musgraves                   | Star-Crossed               |
| Lil Nas X i Jack Harlow           | Industry Baby              |
| Machine Gun Kelly i Travis Barker | Papercuts                  |
| Normani                           | Wild Side                  |
| Olivia Rodrigo                    | Good 4 U                   |
| Ozuna                             | La funka                   |
| Shawn Mendes i Tainy              | Summer of Love             |
| The Kid Laroi i Justin Bieber     | Stay                       |
| Twenty One Pilots                 | Saturday                   |

## Nagrody i nominacje
Zwycięzcy są wymienieni jako pierwsi i wyróżnieni pogrubioną czcionką
| Teledysk roku | Piosenka roku |
| --- | --- |
| - Lil Nas X – "Montero (Call Me by Your Name)" - Cardi B (featuring Megan Thee Stallion) – "WAP" - DJ Khaled (featuring Drake) – "Popstar" - Doja Cat (featuring SZA) – "Kiss Me More" - Ed Sheeran – "Bad Habits" - The Weeknd – "Save Your Tears" | - Olivia Rodrigo – "Drivers License" - 24kGoldn (featuring Iann Dior) – "Mood" - Silk Sonic, Bruno Mars, i Anderson .Paak – "Leave the Door Open" - BTS – "Dynamite" - Cardi B (featuring Megan Thee Stallion) – "WAP" - Dua Lipa – "Levitating" |
| Artysta roku | Najlepszy nowy artysta w serii Push |
| - Justin Bieber - Ariana Grande - Doja Cat - Megan Thee Stallion - Olivia Rodrigo - Taylor Swift | - Olivia Rodrigo - 24kGoldn - Giveon - The Kid Laroi - Polo G - Saweetie |
| Najlepszy występ w serii Push | Najlepsza współpraca |
| - Olivia Rodrigo – "Drivers License" - Wallows – "Are You Bored Yet?" - Ashnikko – "Daisy" - Saint Jhn – "Gorgeous" - 24kGoldn – "Coco" - JC Stewart – "Break My Heart" - Latto – "Sex Lies" - Madison Beer – "Selfish" - The Kid Laroi – "Without You" - Girl in Red – "Serotonin" - Foushee – "My Slime" - Jxdn – "Think About Me" | - Doja Cat (featuring SZA) – "Kiss Me More" - 24kGoldn (featuring Iann Dior) – "Mood" - Cardi B (featuring Megan Thee Stallion) – "WAP" - Drake (featuring Lil Durk) – "Laugh Now Cry Later" - Justin Bieber (featuring Daniel Caesar i Giveon) – "Peaches" - Miley Cyrus (featuring Dua Lipa) – "Prisoner" |
| Teledysk popowy | Teledysk Hip Hop |
| - Justin Bieber (featuring Daniel Caesar i Giveon) – "Peaches" - Ariana Grande – "Positions" - Billie Eilish – "Therefore I Am" - BTS – "Butter" - Harry Styles – "Treat People with Kindness" - Olivia Rodrigo – "Good 4 U" - Shawn Mendes – "Wonder" - Taylor Swift – "Willow" | - Travis Scott (featuring Young Thug i M.I.A.) – "Franchise" - Cardi B (featuring Megan Thee Stallion) – "WAP" - Drake (featuring Lil Durk) – "Laugh Now Cry Later" - Lil Baby (featuring Megan Thee Stallion) – "On Me (Remix)" - Moneybagg Yo – "Said Sum" - Polo G – "Rapstar" |
| Teledysk R&B | Teledysk K-popowy |
| - Silk Sonic, Bruno Mars i Anderson .Paak – "Leave the Door Open" - Beyoncé, Blue Ivy Carter, Saint Jhn i Wizkid – "Brown Skin Girl" - Chris Brown i Young Thug – "Go Crazy" - Giveon – "Heartbreak Anniversary - H.E.R. (featuring Chris Brown) – "Come Through" - SZA – "Good Days" | - BTS – "Butter" - Blackpink i Selena Gomez – "Ice Cream" - (G)I-dle – "Dumdi Dumdi" - Monsta X – "Gambler" - Seventeen – "Ready to Love" - Twice – "Alcohol-Free" |
| Teledysk latynoski | Teledysk Rock |
| - Billie Eilish i Rosalía – "Lo Vas a Olvidar" - Bad Bunny i Jhay Cortez – "Dakiti" - Black Eyed Peas i Shakira – "Girl like Me" - J Balvin, Dua Lipa, Bad Bunny i Tainy – "Un Dia (One Day)" - Karol G – "Bichota" - Maluma – "Hawái" | - John Mayer – "Last Train Home" - Evanescence – "Use My Voice" - Foo Fighters – "Shame Shame" - The Killers – "My Own Soul's Warning" - Kings of Leon – "The Bandit] - Lenny Kravitz – "Raise Vibration" |
| Teledysk alternatywny | Teledysk ze społecznym przekazem |
| - Machine Gun Kelly (featuring Blackbear) – "My Ex's Best Friend" - Bleachers – "Stop Making This Hurt" - Glass Animals – "Heat Waves" - Imagine Dragons – "Follow You" - Twenty One Pilots – "Shy Away" - Willow (featuring Travis Barker) – "Transparent Soul" | - Billie Eilish – "Your Power" - Demi Lovato – "Dancing with the Devil" - H.E.R. – "Fight for You" - Kane Brown – "Worldwide Beautiful" - Lil Nas X – "Montero (Call Me by Your Name)" - Pharrell Williams (featuring Jay-Z) – "Entrepreneur" |
| Zespół roku | Najlepsza piosenka wakacji |
| - BTS - Blackpink - CNCO - Foo Fighters - Jonas Brothers - Maroon 5 - Silk Sonic - Twenty One Pilots | - BTS – "Butter" - Billie Eilish – "Happier Than Ever" - Camila Cabello – "Don't Go Yet" - DJ Khaled (featuring Lil Baby i Lil Durk) – "Every Chance I Get" - Doja Cat – "Need to Know" - Dua Lipa – "Levitating" - Ed Sheeran – "Bad Habits" - Giveon – "Heartbreak Anniversary" - Justin Bieber (featuring Daniel Caesar i Giveon) – "Peaches" - The Kid Laroi i Justin Bieber – "Stay" - Lil Nas X i Jack Harlow – "Industry Baby" - Lizzo (featuring Cardi B) – "Rumors" - Megan Thee Stallion – "Thot Shit" - Normani (featuring Cardi B) – "Wild Side" - Olivia Rodrigo – "Good 4 U" - Shawn Mendes i Tainy – "Summer of Love" |
| Najlepsza reżyseria | Najlepsza scenografia i dekoracja wnętrz |
| - Lil Nas X – "Montero (Call Me by Your Name)" (reżyser: Lil Nas X i Tanu Muino) - Billie Eilish – "Your Power" (reżyser: Billie Eilish) - DJ Khaled (featuring Drake) – "Popstar" (reżyser: Julien Christian Lutz aka Director X) - Taylor Swift – "Willow" (Director: Taylor Swift) - Travis Scott (featuring Young Thug i M.I.A.) – "Franchise" (reżyser: Travis Scott) - Tyler, the Creator – "Lumberjack" (reżyser: Wolf Haley)          | - Saweetie (featuring Doja Cat) – "Best Friend" (scenograf: Alec Contestabile) - Beyoncé, Shatta Wale i Major Lazer – "Already" (scenograf: Susan Linns, Gerard Santos) - Ed Sheeran – "Bad Habits" (scenograf: Alison Dominitz) - Lady Gaga – "911" (scenograf: Tom Foden, Peter Andrus) - Lil Nas X – "Montero (Call Me by Your Name)" (scenograf: John Richoux) - Taylor Swift – "Willow" (scenograf: Ethan Tobman, Regina Fernandez) |
| Najlepsza choreografia | Najlepsze zdjęcia |
| - Harry Styles – "Treat People with Kindness" (choreograf: Paul Roberts) - Ariana Grande – "34+35" (choreograf: Brian Nicholson and Scott Nicholson) - BTS – "Butter" (choreograf: Son Sung with BHM Performance Directing Team) - Ed Sheeran – "Bad Habits" (choreograf: Natricia Bernard) - Foo Fighters – "Shame Shame" (choreograf: Nina McNeely) - Marshmello i Halsey – "Be Kind" (choreograf: Dani Vitale)                             | - Beyoncé, Blue Ivy Carter, Saint Jhn i Wizkid – "Brown Skin Girl" (zdjęcia: Benoit Soler, Malik H. Sayeed, Mohammaed Atta Ahmed, Santiago Gonzalez, Ryan Helfant) - Billie Eilish – "Therefore I Am" (zdjęcia: Rob Witt) - Foo Fighters – "Shame Shame" (zdjęcia: Santiago Gonzalez) - Justin Bieber (featuring Chance the Rapper) – "Holy" (zdjęcia: Elias Talbot) - Lady Gaga – "911" (zdjęcia: Jeff Cronenweth) - Lorde – "Solar Power" (zdjęcia: Andrew Stroud) |
| Najlepszy montaż | Najlepsze efekty specjalne |
| - Silk Sonic, Bruno Mars i Anderson .Paak – "Leave the Door Open" (montaż: Troy Charbonnet) - BTS – "Butter" (montaż: Yong Seok Choi from Lumpens) - Drake – "What's Next" (montaż: Noah Kendal) - Harry Styles – "Treat People with Kindness" (montaż: Claudia Wass) - Justin Bieber (featuring Daniel Caesar i Giveon) – "Peaches" (montaż: Mark Mayr, Vinnie Hobbs) - Miley Cyrus (featuring Dua Lipa) – "Prisoner" (montaż: William Town) | - Lil Nas X – "Montero (Call Me by Your Name)" (efekty specjalne: Mathematic) - Bella Poarch – "Build a Bitch" (efekty specjalne: Andrew Donoho, Denhov Visuals, Denis Strahhov, Rein Jakobson, Vahur Kuusk, Tatjana Pavlik, Yekaterina Vetrova) - Coldplay – "Higher Power" (efekty specjalne: Mathematic) - Doja Cat i the Weeknd – "You Right" (efekty specjalne: La Pac, Anthony Lestremau, Julien Missaire, Petr Shkolniy, Alexi Bailla, Micha Sher, Antoine Hache, Mikros MPC, Nicolas Huget, Guillaume Ho Tsong Fang, Benjamin Lenfant, Stephane Pivron, MPC Bangalore, Chanakya Chander, Raju Ganesh, David Rouxel) - Glass Animals – "Tangerine" (efekty specjalne: YSF Studio Paris) - Pink – "All I Know So Far" (efekty specjalne: BUF, VFX Supervisors: Dominique Vidal and Geoffrey Niquet, VFX Producers: Annabelle Zoellin i Camille Gibrat) |
| MTV Global Icon Award | |
| Foo Fighters | |